# Indonesisch voetbalelftal (mannen)
Het Indonesisch voetbalelftal is een team van mannelijke voetballers dat Indonesië vertegenwoordigt in interlandwedstrijden. Zoals op het Wereldkampioenschap voetbal, de Azië Cup en de Zuidoost-Azië Cup.
Als Indonesië kon het land in de beginjaren weinig presteren, mede door een instabiele politieke situatie. In 1996 plaatste het zich voor het eerst voor de eindronde van de Azië Cup, maar werd het al in de groepsfase uitgeschakeld, wat ook gebeurde in de twee daaropvolgende edities. In 2007 was Indonesië een van de vier gastlanden van het toernooi, maar ook toen wist het de eerste ronde niet te overleven. 
Sinds 2024 is het nationale team aan een opmars begonnen, met name dankzij het naturaliseren van Nederlandse spelers met Indische of Molukse roots.
Sinds januari 2025 is Patrick Kluivert bondscoach van het elftal, met Jay Idzes als aanvoerder. 

## Historie

### WK's

#### WK 1938
Als Nederlands-Indië was het land voor het eerst actief in 1938. Door terugtrekking van Japan kwalificeerde het elftal zich zonder een wedstrijd te spelen voor het Wereldkampioenschap voetbal 1938 in Frankrijk. Op 5 juni 1938 speelde het zijn eerste en enige wedstrijd tegen Hongarije. De wedstrijd ging met 6-0 verloren.

#### Kwalificatie
In 1950 zou Indonesië meedoen aan de kwalificatie maar trokken zij zich terug zonder een wedstrijd gespeeld te hebben. In 1958 speelde het land voor het eerst een kwalificatiewedstrijd. Op 12 mei 1957 werd in Jakarta tegen China gespeeld. De wedstrijd werd gewonnen met 2–0 door 2 doelpunten van Rusli Ramang. De uitwedstrijd in Peking ging verloren met 3–4 en er werd een extra wedstrijd gespeeld in Birma. Omdat deze wedstrijd gelijk eindigde (0–0) werd bepaald dat Indonesië door ging naar de volgende ronde vanwege het betere doelsaldo. Indonesië trok zich echter terug omdat het van de Fifa de wedstrijd tegen Israël niet op neutraal terrein mocht afwerken.

#### Uitsluiting WK 2018
Vanwege politieke inmenging werd het Indonesische elftal uit de kwalificatiecampagne voor het WK van 2018 in Rusland gehaald. De FIFA bevestigde dat het elftal van bondscoach Pieter Huistra die straf opgelegd heeft gekregen. De straf is opgelegd omdat de Indonesische regering activiteiten van de PSSI (de Indonesische voetbalbond) heeft overgenomen.
De sanctie is geldig voor alle nationale ploegen die onder de auspiciën van de PSSI uitkomen, dus ook de jeugdploegen.

#### WK 2026
Op 19 juni 2023 ontving Indonesië wereldkampioen Argentinië ter voorbereiding op de kwalificatie voor het WK 2026. Ondanks sterk spel van Indonesië scoorde Leandro Paredes vlak voor rust en bracht Cristian Romero de eindstand op 2–0. In de eerste ronde van de kwalificatie versloeg Indonesië Brunei overtuigend met een totaal van 12–0.

Indonesië werd ingedeeld in een groep met Irak, Vietnam en de Filipijnen. Ze begonnen met een 5–1 nederlaag tegen Irak en een gelijkspel tegen de Filipijnen. Op 21 en 26 maart 2024 boekten ze historische overwinningen op Vietnam (1–0 thuis, 3–0 uit). Voor het eerst sinds 2004 versloegen ze Vietnam in Hanoi, klommen naar de tweede plaats in de groep en stegen in de FIFA-ranglijst voorbij Maleisië.

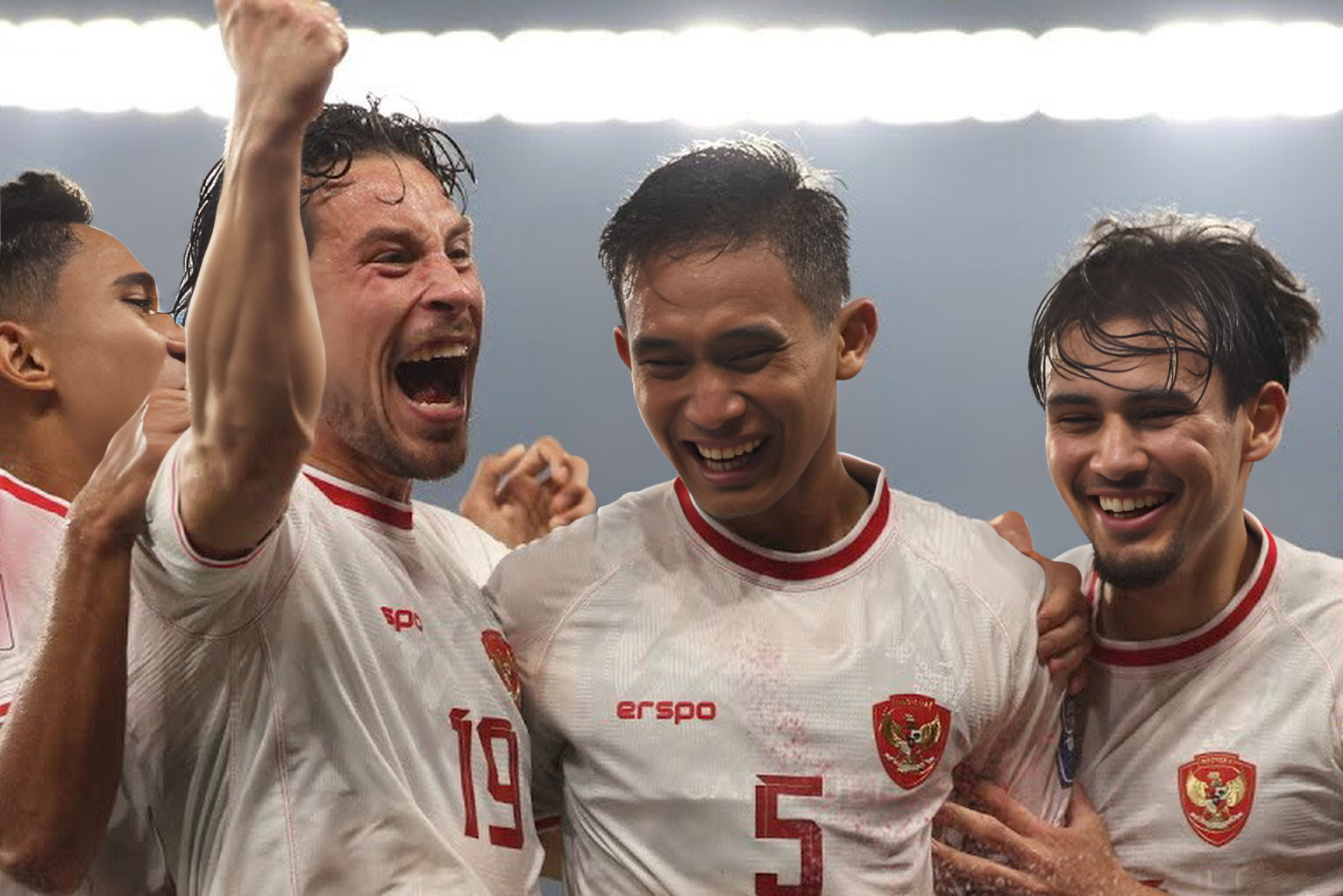
Op 11 juni 2024 vierden de spelers van Indonesië een doelpunt tegen de Filipijnen. Indonesië won de wedstrijd met 2–0.

In juni 2024 verloor Indonesië opnieuw van Irak (0–2), maar won van de Filipijnen (2–0). Ze eindigden als tweede in Groep F, kwalificeerden zich voor de AFC Azië Cup 2027 en bereikten voor het eerst de derde ronde van de WK-kwalificatie.
Indonesië werd geplaatst in een zware groep met Japan, Australië, Saudi-Arabië, China en Bahrein. Na sterke resultaten tegen Saudi-Arabië (1–1) en Australië (0–0) volgden wisselende resultaten, waaronder een historische 2–0 overwinning op Saudi-Arabië dankzij Marselino Ferdinan. Hiermee verbrak Indonesië het record van Zuidoost-Aziatische landen die nooit eerder Saudi-Arabië hadden verslagen.

###### Ontslag van Shin Tae-Yong
Op 6 januari 2025 bereikten de PSSI en coach Shin Tae-Yong een wederzijdse overeenkomst om het contract te beëindigen. Volgens PSSI-voorzitter Erick Thohir speelden communicatieproblemen en tactische keuzes, samen met nederlagen tegen China en het mislukken in het ASEAN Kampioenschap, een beslissende rol.

###### Komst van Patrick Kluivert
Op 8 januari 2025 stelde de PSSI Patrick Kluivert aan als nieuwe bondscoach, na het vertrek van Shin Tae-Yong. Kluivert tekende een contract tot 31 december 2027, met een optie om dit met nog eens twee jaar te verlengen. Hij bracht tacticus Alex Pastoor en Denny Landzaat, die Molukse roots heeft en de taal spreekt, mee als assistent-coaches.
Op 20 maart 2025 debuteerde de nieuwe staf met een volledig in Nederland geboren basisteam in Sydney, tijdens een WK 2026-kwalificatiewedstrijd tegen Australië. De wedstrijd eindigde in een 5-1 nederlaag, waarbij Ole Romeny het enige doelpunt maakte. Vijf dagen later, op 25 maart 2025, speelde het team een tweede kwalificatiewedstrijd tegen Bahrein in Indonesië. Deze wedstrijd werd met 1-0 gewonnen, opnieuw dankzij een doelpunt van Ole Romeny. Op 5 juni 2025 won Indonesië van China met 1-0 met een derde doelpunt op rij voor Ole Romeny. Daarmee is er nog altijd zicht op plaatsing voor het WK van 2026.

## Naturalisatie van spelers met Nederlandse achtergrond
Sinds 2010 is er binnen het Indonesisch voetbalelftal een toenemende trend zichtbaar van spelers die in Nederland zijn geboren en via naturalisatie voor Indonesië uitkomen. Het gaat hierbij om voetballers van Molukse en Indische afkomst, die via hun ouders of grootouders in aanmerking komen voor het Indonesisch staatsburgerschap.
De eerste grote naam was Irfan Bachdim, die in 2010 debuteerde voor Indonesië. Hij werd gevolgd door onder anderen Raphael Maitimo, Jhon van Beukering en Diego Michiels. Rond 2012 vond een eerste golf van naturalisaties plaats, mede doordat de PSSI op zoek was naar versterkingen tijdens een periode van interne onrust binnen het Indonesisch voetbal. In de jaren daarna bleven regelmatig spelers uit Nederland toetreden tot het nationale elftal.
Vanaf 2021 intensiveerde de PSSI haar beleid gericht op het aantrekken van buitenlandse spelers van Indonesische afkomst (pemain keturunan) door PSSI-president Erick Thohir. Onder bondscoach Shin Tae-yong en met steun van het parlement werden in korte tijd meerdere naturalisaties gerealiseerd, waaronder die van Shayne Pattynama, Rafael Struick, Ivar Jenner en Justin Hubner. Ook spelers als Jay Idzes, Mees Hilgers, Thom Haye en Maarten Paes, Ragnar Oratmangoen, Ole Romeny en Joey Pelupessy kozen voor Indonesië. Sommigen van hen speelden eerder voor Nederlandse jeugdteams of Jong Oranje, maar zagen in Indonesië meer perspectief op een interlandcarrière.
Inmiddels vormt een aanzienlijk deel van de Indonesische selectie een mix van lokaal opgeleide spelers en voetballers met een achtergrond in de Nederlandse voetbalopleiding. Deze spelers worden in Indonesië overwegend positief ontvangen en spelen een belangrijke rol in het versterken van het nationale elftal, dat zich in 2023 voor het eerst plaatste voor de knock-outfase van de AFC Asian Cup.
Vanaf dat moment rust de hoop vooral op deze groep spelers om Indonesië voor het eerst sinds 1938 te kwalificeren voor het wereldkampioenschap. Destijds nam het land, toen nog een Nederlandse kolonie, deel onder de naam Nederlands-Indië.

### Nederlandse spelers genaturaliseerd voor Indonesië
| Naam               | Geboortejaar | Geboorteplaats | Bloed   | Eerste interland voor Indonesië |
| ------------------ | ------------ | -------------- | ------- | ------------------------------- |
| Irfan Bachdim      | 1988         | Amsterdam      | Indisch | 2010                            |
| Raphael Maitimo    | 1984         | Rotterdam      | Indisch | 2012                            |
| Jhon van Beukering | 1983         | Velp           | Indisch | 2012                            |
| Diego Michiels     | 1990         | Deventer       | Moluks  | 2012                            |
| Tonnie Cusell      | 1983         | Amsterdam      | Moluks  | 2012                            |
| Sergio van Dijk    | 1982         | Assen          | Moluks  | 2013                            |
| Stefano Lilipaly   | 1990         | Arnhem         | Moluks  | 2013                            |
| Ezra Walian        | 1997         | Amsterdam      | Indisch | 2019                            |
| Shayne Pattynama   | 1998         | Lelystad       | Moluks  | 2023                            |
| Rafael Struick     | 2003         | Leidschendam   | Indisch | 2023                            |
| Ivar Jenner        | 2004         | Utrecht        | Indisch | 2023                            |
| Justin Hubner      | 2003         | Den Bosch      | Indisch | 2024                            |
| Jay Idzes          | 2000         | Mierlo         | Moluks  | 2024                            |
| Thom Haye          | 1995         | Amsterdam      | Indisch | 2024                            |
| Mees Hilgers       | 2001         | Amersfoort     | Indisch | 2024                            |
| Nathan Tjoe-A-On   | 2001         | Rotterdam      | Indisch | 2024                            |
| Ragnar Oratmangoen | 1998         | Oss            | Moluks  | 2024                            |
| Calvin Verdonk     | 1997         | Dordrecht      | Indisch | 2024                            |
| Maarten Paes       | 1998         | Nijmegen       | Indisch | 2023                            |
| Ole Romeny         | 2000         | Nijmegen       | Indisch | 2025                            |
| Joey Pelupessy     | 1993         | Almelo         | Moluks  | 2025                            |

Laatste update: 26 maart 2025.

## Overzicht resultaten internationale toernooien

### Wereldkampioenschap
| Wereldkampioenschap voetbal overzicht | Wereldkampioenschap voetbal overzicht | Wereldkampioenschap voetbal overzicht | Wereldkampioenschap voetbal overzicht | Wereldkampioenschap voetbal overzicht | Wereldkampioenschap voetbal overzicht | Wereldkampioenschap voetbal overzicht | Wereldkampioenschap voetbal overzicht | Wereldkampioenschap voetbal overzicht |
| Jaar                                  | Ronde                                 | Wed.                                  | W                                     | G                                     | V                                     | DV                                    | DT                                    | Kwal                                  |
| Spelend als Nederlands-Indië          | Spelend als Nederlands-Indië          | Spelend als Nederlands-Indië          | Spelend als Nederlands-Indië          | Spelend als Nederlands-Indië          | Spelend als Nederlands-Indië          | Spelend als Nederlands-Indië          | Spelend als Nederlands-Indië          | Spelend als Nederlands-Indië          |
| ------------------------------------- | ------------------------------------- | ------------------------------------- | ------------------------------------- | ------------------------------------- | ------------------------------------- | ------------------------------------- | ------------------------------------- | ------------------------------------- |
| 1938                                  | Eerste ronde                          | 1                                     | 0                                     | 0                                     | 1                                     | 0                                     | 6                                     | (Kwal.)                               |
| Spelend als Indonesië                 |                                       |                                       |                                       |                                       |                                       |                                       |                                       |                                       |
| 1950                                  | Teruggetrokken                        | Teruggetrokken                        | Teruggetrokken                        | Teruggetrokken                        | Teruggetrokken                        | Teruggetrokken                        | Teruggetrokken                        | Teruggetrokken                        |
| 1954                                  | Geen deelname                         | Geen deelname                         | Geen deelname                         | Geen deelname                         | Geen deelname                         | Geen deelname                         | Geen deelname                         | Geen deelname                         |
| 1958                                  | Teruggetrokken                        | Teruggetrokken                        | Teruggetrokken                        | Teruggetrokken                        | Teruggetrokken                        | Teruggetrokken                        | Teruggetrokken                        | Teruggetrokken                        |
| 1962                                  | Teruggetrokken                        | Teruggetrokken                        | Teruggetrokken                        | Teruggetrokken                        | Teruggetrokken                        | Teruggetrokken                        | Teruggetrokken                        | Teruggetrokken                        |
| 1966                                  | Geen deelname                         | Geen deelname                         | Geen deelname                         | Geen deelname                         | Geen deelname                         | Geen deelname                         | Geen deelname                         | Geen deelname                         |
| 1970                                  | Geen deelname                         | Geen deelname                         | Geen deelname                         | Geen deelname                         | Geen deelname                         | Geen deelname                         | Geen deelname                         | Geen deelname                         |
| 1974                                  | Niet gekwalificeerd                   | Niet gekwalificeerd                   | Niet gekwalificeerd                   | Niet gekwalificeerd                   | Niet gekwalificeerd                   | Niet gekwalificeerd                   | Niet gekwalificeerd                   | Niet gekwalificeerd                   |
| 1978                                  | Niet gekwalificeerd                   | Niet gekwalificeerd                   | Niet gekwalificeerd                   | Niet gekwalificeerd                   | Niet gekwalificeerd                   | Niet gekwalificeerd                   | Niet gekwalificeerd                   | Niet gekwalificeerd                   |
| 1982                                  | Niet gekwalificeerd                   | Niet gekwalificeerd                   | Niet gekwalificeerd                   | Niet gekwalificeerd                   | Niet gekwalificeerd                   | Niet gekwalificeerd                   | Niet gekwalificeerd                   | Niet gekwalificeerd                   |
| 1986                                  | Niet gekwalificeerd                   | Niet gekwalificeerd                   | Niet gekwalificeerd                   | Niet gekwalificeerd                   | Niet gekwalificeerd                   | Niet gekwalificeerd                   | Niet gekwalificeerd                   | Niet gekwalificeerd                   |
| 1990                                  | Niet gekwalificeerd                   | Niet gekwalificeerd                   | Niet gekwalificeerd                   | Niet gekwalificeerd                   | Niet gekwalificeerd                   | Niet gekwalificeerd                   | Niet gekwalificeerd                   | Niet gekwalificeerd                   |
| 1994                                  | Niet gekwalificeerd                   | Niet gekwalificeerd                   | Niet gekwalificeerd                   | Niet gekwalificeerd                   | Niet gekwalificeerd                   | Niet gekwalificeerd                   | Niet gekwalificeerd                   | Niet gekwalificeerd                   |
| 1998                                  | Niet gekwalificeerd                   | Niet gekwalificeerd                   | Niet gekwalificeerd                   | Niet gekwalificeerd                   | Niet gekwalificeerd                   | Niet gekwalificeerd                   | Niet gekwalificeerd                   | Niet gekwalificeerd                   |
| 2002                                  | Niet gekwalificeerd                   | Niet gekwalificeerd                   | Niet gekwalificeerd                   | Niet gekwalificeerd                   | Niet gekwalificeerd                   | Niet gekwalificeerd                   | Niet gekwalificeerd                   | Niet gekwalificeerd                   |
| 2006                                  | Niet gekwalificeerd                   | Niet gekwalificeerd                   | Niet gekwalificeerd                   | Niet gekwalificeerd                   | Niet gekwalificeerd                   | Niet gekwalificeerd                   | Niet gekwalificeerd                   | Niet gekwalificeerd                   |
| 2010                                  | Niet gekwalificeerd                   | Niet gekwalificeerd                   | Niet gekwalificeerd                   | Niet gekwalificeerd                   | Niet gekwalificeerd                   | Niet gekwalificeerd                   | Niet gekwalificeerd                   | Niet gekwalificeerd                   |
| 2014                                  | Niet gekwalificeerd                   | Niet gekwalificeerd                   | Niet gekwalificeerd                   | Niet gekwalificeerd                   | Niet gekwalificeerd                   | Niet gekwalificeerd                   | Niet gekwalificeerd                   | Niet gekwalificeerd                   |
| 2018                                  | Gediskwalificeerd                     | Gediskwalificeerd                     | Gediskwalificeerd                     | Gediskwalificeerd                     | Gediskwalificeerd                     | Gediskwalificeerd                     | Gediskwalificeerd                     | Gediskwalificeerd                     |
| 2022                                  | Niet gekwalificeerd                   | Niet gekwalificeerd                   | Niet gekwalificeerd                   | Niet gekwalificeerd                   | Niet gekwalificeerd                   | Niet gekwalificeerd                   | Niet gekwalificeerd                   | Niet gekwalificeerd                   |
| 2026                                  | Bezig met kwalificatie                | Bezig met kwalificatie                | Bezig met kwalificatie                | Bezig met kwalificatie                | Bezig met kwalificatie                | Bezig met kwalificatie                | Bezig met kwalificatie                | Bezig met kwalificatie                |

### Aziatisch kampioenschap
| Azië Cup overzicht | Azië Cup overzicht  | Azië Cup overzicht  | Azië Cup overzicht  | Azië Cup overzicht  | Azië Cup overzicht  | Azië Cup overzicht  | Azië Cup overzicht  | Azië Cup overzicht  |
| Jaar               | Ronde               | Wed.                | W                   | G                   | V                   | DV                  | DT                  | Kwal                |
| ------------------ | ------------------- | ------------------- | ------------------- | ------------------- | ------------------- | ------------------- | ------------------- | ------------------- |
| 1964               | Teruggetrokken      | Teruggetrokken      | Teruggetrokken      | Teruggetrokken      | Teruggetrokken      | Teruggetrokken      | Teruggetrokken      | Teruggetrokken      |
| 1968               | Niet gekwalificeerd | Niet gekwalificeerd | Niet gekwalificeerd | Niet gekwalificeerd | Niet gekwalificeerd | Niet gekwalificeerd | Niet gekwalificeerd | Niet gekwalificeerd |
| 1972               | Niet gekwalificeerd | Niet gekwalificeerd | Niet gekwalificeerd | Niet gekwalificeerd | Niet gekwalificeerd | Niet gekwalificeerd | Niet gekwalificeerd | Niet gekwalificeerd |
| 1976               | Niet gekwalificeerd | Niet gekwalificeerd | Niet gekwalificeerd | Niet gekwalificeerd | Niet gekwalificeerd | Niet gekwalificeerd | Niet gekwalificeerd | Niet gekwalificeerd |
| 1980               | Niet gekwalificeerd | Niet gekwalificeerd | Niet gekwalificeerd | Niet gekwalificeerd | Niet gekwalificeerd | Niet gekwalificeerd | Niet gekwalificeerd | Niet gekwalificeerd |
| 1984               | Niet gekwalificeerd | Niet gekwalificeerd | Niet gekwalificeerd | Niet gekwalificeerd | Niet gekwalificeerd | Niet gekwalificeerd | Niet gekwalificeerd | Niet gekwalificeerd |
| 1988               | Niet gekwalificeerd | Niet gekwalificeerd | Niet gekwalificeerd | Niet gekwalificeerd | Niet gekwalificeerd | Niet gekwalificeerd | Niet gekwalificeerd | Niet gekwalificeerd |
| 1992               | Niet gekwalificeerd | Niet gekwalificeerd | Niet gekwalificeerd | Niet gekwalificeerd | Niet gekwalificeerd | Niet gekwalificeerd | Niet gekwalificeerd | Niet gekwalificeerd |
| 1996               | Groepsfase          | 3                   | 0                   | 1                   | 2                   | 4                   | 8                   | (Kwal.)             |
| 2000               | Groepsfase          | 3                   | 0                   | 1                   | 2                   | 0                   | 7                   | (Kwal.)             |
| 2004               | Groepsfase          | 3                   | 1                   | 0                   | 2                   | 3                   | 9                   | (Kwal.)             |
| 2007               | Groepsfase          | 3                   | 1                   | 0                   | 2                   | 3                   | 4                   |                     |
| 2011               | Niet gekwalificeerd | Niet gekwalificeerd | Niet gekwalificeerd | Niet gekwalificeerd | Niet gekwalificeerd | Niet gekwalificeerd | Niet gekwalificeerd | Niet gekwalificeerd |
| 2015               | Niet gekwalificeerd | Niet gekwalificeerd | Niet gekwalificeerd | Niet gekwalificeerd | Niet gekwalificeerd | Niet gekwalificeerd | Niet gekwalificeerd | Niet gekwalificeerd |
| 2019               | Gediskwalificeerd   | Gediskwalificeerd   | Gediskwalificeerd   | Gediskwalificeerd   | Gediskwalificeerd   | Gediskwalificeerd   | Gediskwalificeerd   | Gediskwalificeerd   |
| 2023               | Achtste finale      | 4                   | 1                   | 0                   | 3                   | 3                   | 10                  | (Kwal.)             |

### Zuidoost-Aziatisch kampioenschap
| Zuidoost-Azië Cup overzicht | Zuidoost-Azië Cup overzicht | Zuidoost-Azië Cup overzicht | Zuidoost-Azië Cup overzicht | Zuidoost-Azië Cup overzicht | Zuidoost-Azië Cup overzicht | Zuidoost-Azië Cup overzicht | Zuidoost-Azië Cup overzicht |
| Jaar                        | Ronde                       | Wed.                        | W                           | G                           | V                           | DV                          | DT                          |
| --------------------------- | --------------------------- | --------------------------- | --------------------------- | --------------------------- | --------------------------- | --------------------------- | --------------------------- |
| 1996                        | Vierde                      | 6                           | 3                           | 1                           | 2                           | 18                          | 9                           |
| 1998                        | Derde                       | 5                           | 2                           | 1                           | 2                           | 15                          | 10                          |
| 2000                        | Tweede                      | 5                           | 3                           | 0                           | 2                           | 13                          | 10                          |
| 2002                        | Tweede                      | 6                           | 3                           | 3                           | 0                           | 22                          | 7                           |
| 2004                        | Tweede                      | 8                           | 4                           | 1                           | 3                           | 24                          | 8                           |
| 2007                        | Groepsfase                  | 3                           | 1                           | 2                           | 0                           | 6                           | 4                           |
| 2008                        | Halve finale                | 5                           | 2                           | 0                           | 3                           | 8                           | 5                           |
| 2010                        | Tweede                      | 7                           | 6                           | 0                           | 1                           | 17                          | 6                           |
| 2012                        | Groepsfase                  | 3                           | 1                           | 1                           | 1                           | 3                           | 4                           |
| 2014                        | Groepsfase                  | 3                           | 1                           | 1                           | 1                           | 7                           | 7                           |
| 2016                        | Tweede                      | 7                           | 3                           | 2                           | 2                           | 12                          | 13                          |
| 2018                        | Groepsfase                  | 4                           | 1                           | 1                           | 2                           | 5                           | 6                           |
| 2020                        | Tweede                      | 8                           | 4                           | 3                           | 1                           | 20                          | 13                          |
| 2022                        | Halve finale                | 6                           | 3                           | 2                           | 1                           | 12                          | 5                           |
| 2024                        | Groepsfase                  | 4                           | 1                           | 1                           | 2                           | 4                           | 5                           |

## FIFA-wereldranglijst[7]
| 1993 | 1994 | 1995 | 1996 | 1997 | 1998 | 1999 | 2000 | 2001 | 2002 | 2003 | 2004 | 2005 | 2006 | 2007 | 2008 | 2009 | 2010 | 2011 | 2012 | 2013 | 2014 | 2015 | 2016 | 2017 | 2018 | 2019 | 2020 | 2021 | 2022 | 2023 | 2024 |
| ---- | ---- | ---- | ---- | ---- | ---- | ---- | ---- | ---- | ---- | ---- | ---- | ---- | ---- | ---- | ---- | ---- | ---- | ---- | ---- | ---- | ---- | ---- | ---- | ---- | ---- | ---- | ---- | ---- | ---- | ---- | ---- |
| 106  | 134  | 130  | 119  | 91   | 87   | 90   | 97   | 87   | 110  | 91   | 91   | 109  | 153  | 133  | 139  | 120  | 127  | 142  | 156  | 161  | 159  | 179  | 171  | 162  | 159  | 173  | 173  | 164  | 151  | 146  | 127  |

## Thuisstadion
De thuisbasis van het Indonesisch voetbalelftal is het Gelora Bung Karno-Stadion in de hoofdstad Jakarta. Het stadion heeft een capciteit van 88.083 zitplaatsen. Het stadion is het grootste stadion in Indonesië en tevens het grootste stadion in Zuidoost Azië en het 10de grootste voetbalstadion ter wereld. Het stadion werd gebouwd in 1960 voor de Aziatische Spelen 1962.

## Huidige selectie

### Spelers
De volgende spelers maken deel uit van de definitieve selectie voor de WK-kwalificatiewedstrijden tegen  Australië (20 maart) en Bahrein (25 maart)
Statistieken bijgewerkt t/m de wedstrijd tegen  Bahrein van 25 maart 2025.
| Nr.         | Naam               | Wed. | Dlpnt. | Huidige club        | Debuut |
| ----------- | ------------------ | ---- | ------ | ------------------- | ------ |
| Doel        |                    |      |        |                     |        |
| 1           | Maarten Paes       | 8    | 0      | FC Dallas           | 2024   |
| 12          | Emil Audero        | 0    | 0      | Palermo             | n.v.t. |
| 16          | Ernando Ari        | 13   | 0      | Persebaya Surabaya  | 2021   |
| -           | Nadeo Argawanita   | 24   | 0      | Borneo FC           | 2021   |
| Verdediging |                    |      |        |                     |        |
| 2           | Kevin Diks         | 3    | 0      | FC Kopenhagen       | 2024   |
| 3           | Jay Idzes          | 11   | 1      | Venezia             | 2024   |
| 4           | Jordi Amat         | 18   | 1      | Johor Darul Ta      | 2022   |
| 5           | Rizky Ridho        | 44   | 4      | Persija Jakarta     | 2021   |
| 6           | Sandy Walsh        | 19   | 2      | Yokohama F. Marinos | 2023   |
| 17          | Calvin Verdonk     | 9    | 0      | N.E.C.              | 2024   |
| 20          | Shayne Pattynama   | 10   | 1      | KAS Eupen           | 2023   |
| 21          | Dean James         | 1    | 0      | Go Ahead Eagles     | 2025   |
| 23          | Justin Hubner      | 13   | 0      | Wolverhampton -21   | 2024   |
| -           | Mees Hilgers       | 3    | 0      | FC Twente           | 2024   |
| -           | Pratama Arhan      | 50   | 3      | Bangkok United      | 2021   |
| -           | Muhammad Ferarri   | 7    | 2      | Persija Jakarta     | 2022   |
| Middenveld  |                    |      |        |                     |        |
| 7           | Marselino Ferdinan | 34   | 5      | Oxford United       | 2022   |
| 8           | Eliano Reijnders   | 3    | 0      | PEC Zwolle          | 2024   |
| 14          | Joey Pelupessy     | 1    | 0      | Lommel SK           | 2025   |
| 15          | Ricky Kambuaya     | 38   | 5      | Dewa United         | 2021   |
| 18          | Ivar Jenner        | 17   | 0      | Jong FC Utrecht     | 2023   |
| 19          | Thom Haye          | 11   | 2      | Almere City         | 2024   |
| 22          | Nathan Tjoe-A-On   | 11   | 0      | Swansea City        | 2024   |
| Aanval      |                    |      |        |                     |        |
| 9           | Rafael Struick     | 23   | 1      | Brisbane Roar       | 2023   |
| 10          | Ole Romeny         | 2    | 2      | Oxford United       | 2025   |
| 11          | Ragnar Oratmangoen | 10   | 2      | FCV Dender EH       | 2024   |
| 13          | Ramadhan Sananta   | 12   | 5      | PERSIS Solo         | 2022   |
| -           | Septian Bagaskara  | 0    | 0      | Dewa United         | n.v.t. |
| -           | Hokky Caraka       | 10   | 2      | PSS Sleman          | 2023   |

### Staf
| Functie                        | Naam              | Sinds           | Vorige club     |
| Technische staf                | Technische staf   | Technische staf | Technische staf |
| ------------------------------ | ----------------- | --------------- | --------------- |
| Bondscoach                     | Patrick Kluivert  | 2025            | Adana Demirspor |
| Assistent-trainers             | Alex Pastoor      | 2025            | Almere City     |
| Assistent-trainers             | Denny Landzaat    | 2025            |                 |
| Assistent-trainers             | Gerald Vanenburg  | 2025            |                 |
| Keeperstrainer                 | Sjoerd Woudenberg | 2025            |                 |
| Teammanagers                   | Sumardji          | 2023            |                 |
| Medische- & Performance staf   |                   |                 |                 |
| Performance trainers           | Quentin Jakoba    | 2025            |                 |
| Performance trainers           | Sofie Imam Faizal | 2025            |                 |
| Performance- en videoanalisten | Jordy Kluitenberg | 2025            |                 |
| Overige staf                   |                   |                 |                 |
| Technisch adviseur             | Jordi Cruijff     | 2025            |                 |
| Ontwikkelingscoach             | Regi Blinker      | 2025            |                 |
| Ontwikkelingscoach             | Bram Verbruggen   | 2025            |                 |

Laatste update: 25 maart 2025.

## Spelersrecords
Meeste interlands
Dit is een lijst met spelers met meer dan 60 interlands, per 7 juni 2025.
| Nr. | Naam               | Wed. | Dlpnt. | Periode     |
| --- | ------------------ | ---- | ------ | ----------- |
| 1   | Abdul Kadir        | 111  | 70     | 1967 – 1979 |
| 2   | Iswadi Idris       | 97   | 55     | 1968 – 1980 |
| 3   | Bambang Pamungkas  | 87   | 38     | 1999 – 2012 |
| 4   | Kainun Waskito     | 80   | 31     | 1967 – 1977 |
| 5   | Jacob Sihasale     | 70   | 23     | 1966 – 1974 |
| 6   | Firman Utina       | 66   | 5      | 2001 – 2014 |
| 7   | Soetjipto Soentoro | 61   | 37     | 1965 – 1970 |
| 8   | Ponaryo Astaman    | 61   | 2      | 2003 – 2013 |
| 9   | Hendro Kartiko     | 60   | 0      | 1996 – 2011 |

Meeste doelpunten
Dit is een lijst met spelers met meer dan 20 doelpunten, per 7 juni 2025.
| Nr. | Naam                   | Wed. | Dlpnt. | Periode     |
| --- | ---------------------- | ---- | ------ | ----------- |
| 1   | Abdul Kadir            | 111  | 70     | 1967 – 1979 |
| 2   | Iswadi Idris           | 97   | 55     | 1968 – 1980 |
| 3   | Bambang Pamungkas      | 87   | 38     | 1999 – 2012 |
| 4   | Soetjipto Soentoro     | 61   | 37     | 1965 – 1970 |
| 5   | Kurniawan Dwi Yulianto | 59   | 33     | 1995 – 2005 |
| 6   | Kainun Waskito         | 80   | 31     | 1967 – 1977 |
| 7   | Risdianto              | 59   | 27     | 1971 – 1981 |
| 8   | Jacob Sihasale         | 70   | 23     | 1966 – 1974 |

## Bondscoaches
| Periode   | Coach                                 | Resultaat |
| --------- | ------------------------------------- | --- |
| 1938      | Johannes Mastenbroek                  | Wereldkampioenschap voetbal 1938 – 1e ronde |
| 1951–1953 | Choo Seng Quee                        | |
| 1954–1964 | Antun Pogačnik                        | Olympische Zomerspelen 1956 – Kwartfinale |
| 1966–1970 | E. A. Mangindaan                      | |
| 1970      | Endang Witarsa                        | |
| 1971–1972 | Djamiaat Dalhar                       | |
| 1972–1974 | Suwardi Arland                        | |
| 1974–1975 | Aang Witarsa                          | |
| 1975–1976 | Wiel Coerver                          | |
| 1976–1978 | Suwardi Arland                        | Southeast Asian Games 1977 – halve finale |
| 1978–1979 | Frans van Balkom                      | Southeast Asian Games 1979 – finale |
| 1979–1980 | Marek Janota                          | |
| 1980–1981 | Bernd Fischer                         | Southeast Asian Games 1981 – derde plaats |
| 1981–1982 | Harry Tjong                           | |
| 1982–1983 | Sinyo Aliandoe                        | Southeast Asian Games 1983 – 1e ronde |
| 1983–1984 | M. Basri, Iswadi Idris en Abdul Kadir | |
| 1985–1987 | Bertje Matulapelwa                    | Southeast Asian Games 1985 – Halve finale Indonesia Independence Cup 1985 – Groepsfase Indonesia Independence Cup 1986 – Groepsfase Southeast Asian Games 1987 – Winnaar Indonesia Independence Cup 1987 – Winnaar |
| 1987–1991 | Anatoli Polosin                       | Indonesia Independence Cup 1988 – Finalist Southeast Asian Games 1989 – Derde Indonesia Independence Cup 1990 – Derde Southeast Asian Games 1991 – Winnaar                                                         |
| 1991–1993 | Ivan Toplak                           | Indonesia Independence Cup 1992 – Finalist Southeast Asian Games 1993 – Halve finale |
| 1993–1995 | Romano Mattè                          | Indonesia Independence Cup 1994 – Groepsfase Southeast Asian Games 1995 – 1e ronde |
| 1995–1996 | Danurwindo                            | Tiger Cup 1996 – Vierde Azië Cup 1996 – 1e ronde |
| 1996–1997 | Henk Wullems                          | Southeast Asian Games 1997 – Finalist |
| 1998      | Rusdy Bahalwan                        | Tiger Cup 1998 – Derde |
| 1999      | Bernard Schum                         | Southeast Asian Games 1999 – Derde |
| 1999–2000 | Nandar Iskandar                       | Indonesia Independence Cup 2000 – Winnaar Azië Cup 2000 – 1e ronde Tiger Cup 2000 – Finalist |
| 2000–2001 | Benny Dollo                           | |
| 2002–2004 | Ivan Kolev                            | Tiger Cup 2002 – Finalist |
| 2004–2007 | Peter Withe                           | Tiger Cup 2004 – Finalist Zuidoost-Azië Cup 2007 – Groepsfase |
| 2007      | Ivan Kolev                            | Azië Cup 2007 – 1e ronde |
| 2008–2010 | Benny Dollo                           | Indonesia Independence Cup 2008 – Winnaar AFF Suzuki Cup 2008 – Halve finale |
| 2010–2011 | Alfred Riedl                          | AFF Suzuki Cup 2010 – Finalist |
| 2011–2012 | Wim Rijsbergen                        | |
| 2012      | Aji Santoso (interim)                 | |
| 2012–2013 | Nil Maizar                            | AFF Suzuki Cup 2012 – 1e ronde |
| 2013      | Rahmad Darmawan (interim)             | |
| 2013-2015 | Jacksen Ferreira Tiago                | Zuidoost-Azië Cup 2014 – 1e ronde |
| 2015      | Pieter Huistra (interim)              | |
| 2016      | Alfred Riedl                          | Zuidoost-Azië Cup 2016 – Finalist |
| 2017-2018 | Luis Milla                            | 2018 Asian Games – Achterfinaal |
| 2018      | Bima Sakti (interim)                  | Zuidoost-Azië Cup 2018 – Groepfase |
| 2019      | Simon McMenemy                        | |
| 2020–2025 | Shin Tae-yong                         | |
| 2025–     | Patrick Kluivert                      | |

## Tenue
| 1938 | 1956–jaren '90 | jaren '90–2006 | 2007–heden |

PSSI · 
Indonesisch vrouwenelftal
WK 1938
OS 1956
Afghanistan ·
Andorra ·
Argentinië ·
Australië ·
Bahrein ·
Bangladesh ·
Bhutan ·
Bosnië en Herzegovina ·
Brunei ·
Bulgarije ·
Burundi ·
Cambodja ·
Canada ·
China ·
Cuba ·
Curaçao ·
DDR ·
Denemarken ·
Dominicaanse Republiek ·
Egypte ·
Estland ·
Fiji ·
Filipijnen ·
Ghana ·
Guinee ·
Guyana ·
Hongarije ·
Hongkong ·
India ·
Irak ·
Iran ·
Jamaica ·
Japan ·
Jemen ·
Joegoslavië ·
Jordanië ·
Kameroen ·
Kenia ·
Kirgizië ·
Koeweit ·
Kroatië ·
Laos ·
Liberia ·
Libië ·
Liechtenstein ·
Litouwen ·
Malediven ·
Maleisië ·
Malta ·
Marokko ·
Mauritius ·
Moldavië ·
Myanmar ·
Nederland ·
Nepal ·
Nieuw-Zeeland ·
Nigeria ·
Noord-Korea ·
Oezbekistan ·
Oman ·
Oost-Timor ·
Pakistan ·
Palestina ·
Papoea-Nieuw-Guinea ·
Paraguay ·
Puerto Rico ·
Qatar ·
Saoedi-Arabië ·
Senegal ·
Singapore ·
Sri Lanka ·
Syrië ·
Taiwan ·
Tanzania ·
Thailand ·
Turkmenistan ·
Uruguay ·
Vanuatu ·
Verenigde Arabische Emiraten ·
Vietnam ·
Zimbabwe ·
Zuid-Jemen ·
Zuid-Korea ·
Zuid-Vietnam